# Salite del Giro d'Italia
Le salite del Giro d'Italia sono le scalate verso la sommità di una montagna, di una collina o di un valico poste nel percorso di una tappa della Corsa Rosa di ciclismo su strada. Si trovano sia nelle tappe in linea sia nelle tappe a cronometro; quando una tappa in linea presenta numerose e difficoltose salite di alta montagna viene spesso definita "tappone", mentre una cronometro in cui il percorso coincide totalmente con l'ascesa di una salita, la stessa viene chiamata "cronoscalata".
Le salite contraddistinguono il Giro d'Italia, e sono determinanti per la vittoria finale della classifica generale, fin dalla sua prima edizione del 1909; le più iconiche e difficoltose sono distribuite essenzialmente lungo le due principali catene montuose italiane: le Alpi e gli Appennini, presenti entrambi in ogni edizione della corsa. Queste due catene montuose rendono la corsa come la più impegnativa tra i tre Grandi Giri di ciclismo su strada maschile, poiché lasciano poche tappe con altimetria completamente piatta.
Ogni montagna o collina solitamente presenta due o più versanti di salita, e se la vetta non corrisponde al traguardo finale della tappa, il versante non scalato corrisponde ad una discesa di gara. 
Dal Giro d'Italia 1933 è premiato il miglior scalatore attraverso la classifica Gran Premio della Montagna, determinata dalla somma dei punti assegnati ai ciclisti che transitano per primi sui traguardi posti sulla sommità delle salite, contraddistinte appunto come "Gran Premio della Montagna" (GPM): ad ogni salita viene attribuita una specifica categoria (dalla 1ª alla 4ª) con relativo punteggio. Dal Giro d'Italia 1974 il leader provvisorio di questa classifica indossa nella tappa successiva una specifica maglia che lo contraddistingue. Nel tempo sono stati istituiti anche due premi accessori per chi transita per primo alla sommità di una specifica salita: la Cima Coppi, per la vetta più alta di ogni edizione del Giro (dal 1965), e la Montagna Pantani, per la montagna più rappresentativa scalata dalla corsa ogni anno (dal 2004).

## Descrizione

### Alpi

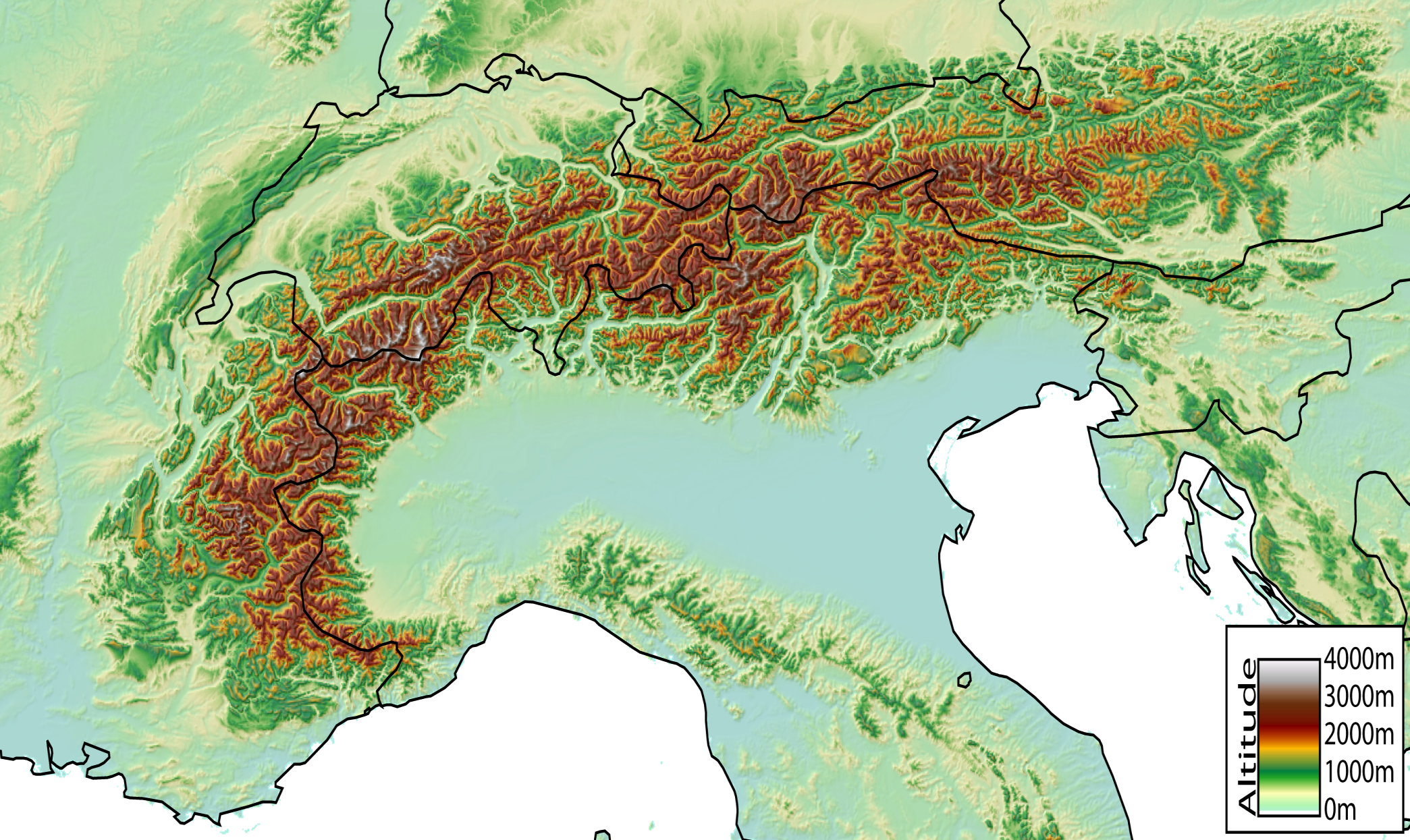
Cartografia delle Alpi

La catena montuosa alpina che si estende nel territorio italiano, le cosiddette "Alpi italiane", caratterizza assieme alle Prealpi il territorio di sette regioni dell'Italia settentrionale: Liguria, Piemonte, Valle d'Aosta, Lombardia, Trentino-Alto Adige, Veneto e Friuli-Venezia Giulia. La catena alpina comprende, oltre all'Italia, anche la Francia, la Svizzera, l'Austria e la Slovenia, nazioni attraversate spesso dalla "Corsa Rosa".
Salvo qualche edizione in cui può essere collocata una salita alpina nella prima settimana del Giro, solitamente le Alpi contraddistinguono sempre la seconda e la terza ed ultima settimana di gara, poiché contribuiscono in maniera decisiva a delineare la classifica generale e il vincitore finale.

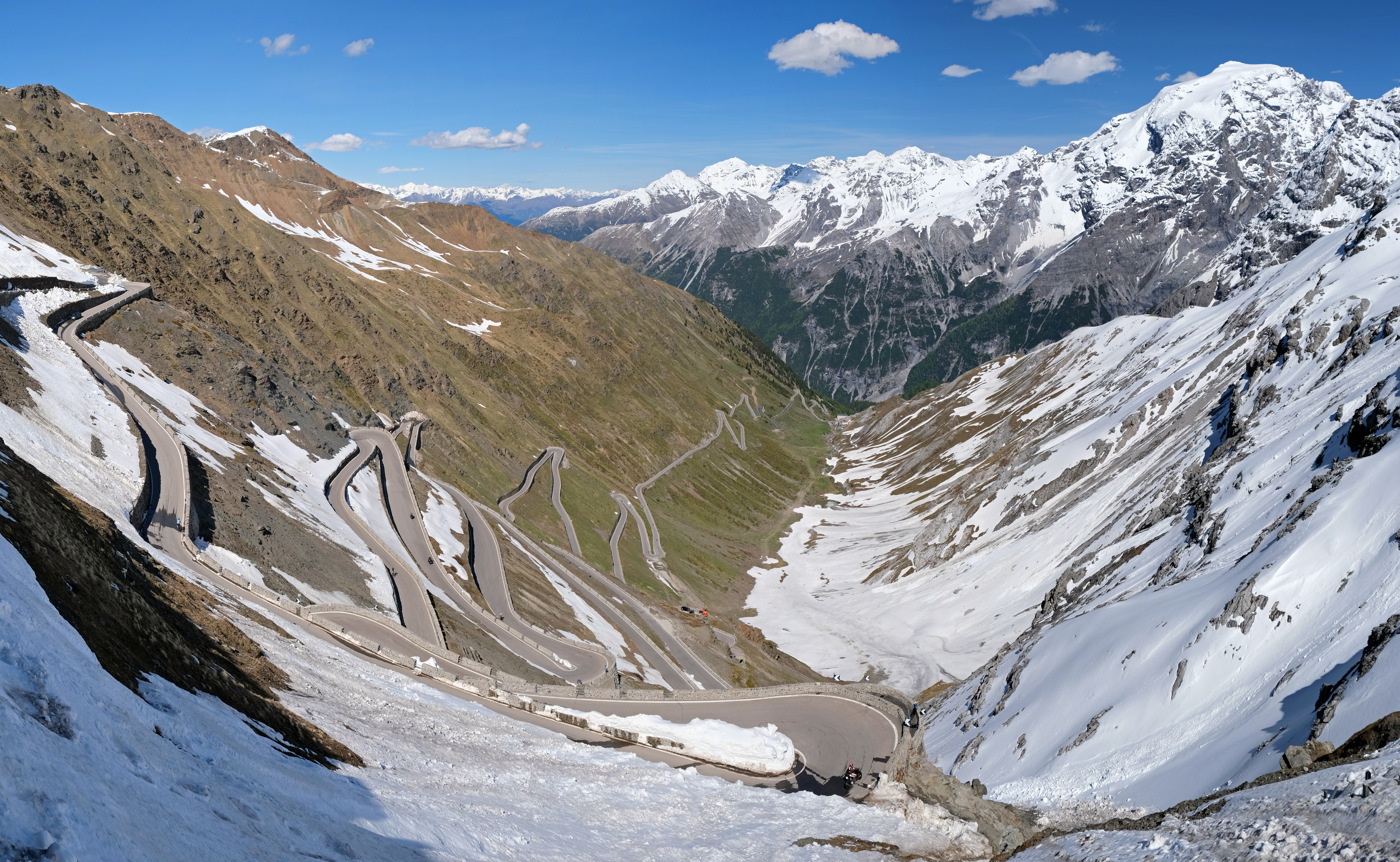
Il Passo dello Stelvio fotografato da un tornante direzione Alto Adige

Le salite alpine al Giro d'Italia furono presenti già nella prima edizione del 1909, quando la settima tappa del 27 maggio Genova-Torino superò le ascese del Colle di Nava e del Colle San Bartolomeo.
Al 2024 le salite alpine più scalate dal Giro d'Italia risultano essere il Passo Pordoi (42 volte, salita più percorsa in assoluto dal Giro) al confine tra Veneto e Trentino-Alto Adige, il Passo del Tonale (30 volte) tra Lombardia e Trentino-Alto Adige, il Passo Rolle (25 volte) in Trentino e il Sestriere (22 volte) in Piemonte. La salita alpina che invece è coincisa più volte con un traguardo di tappa della Corsa Rosa è il Passo dell'Aprica, in Lombardia, che è stata sede di arrivo in 9 frazioni. Il Passo dello Stelvio invece vanta due primati: con i suoi 2758 m s.l.m. alla sommità è il punto più alto toccato dal Giro, ed è l'unica salita che è stata Grande Arrivo della Corsa, poiché al traguardo della cima dello Stelvio si concluse l'edizione del 1975.
Altre salite iconiche alpine che hanno segnato la storia del Giro sono quelle del Monte Santo di Lussari, delle Tre Cime di Lavaredo, del Passo Giau, del Monte Bondone, del Valico di Valcava, del Colle del Gran San Bernardo, del Passo Manghen, del Santuario di Oropa, del Colle delle Finestre, del Passo di Gavia, del Monte Colovrat, del Passo Fedaia, del Valico di Santa Cristina, del Passo del Mortirolo e del Monte Zoncolan; tra l'altro, il Mortirolo e lo Zoncolan sono considerate tra le salite più dure percorse nei Grandi Giri di ciclismo.
Alcune salite alpine del Giro sono poste al confine tra l'Italia e la Francia (Colle della Maddalena, Colle dell'Agnello, Colle di Tenda, Colle della Lombarda e Colle del Piccolo San Bernardo), la Svizzera (Colle del Gran San Bernardo, Passo del Sempione, Passo dello Spluga, Forcola di Livigno e Passo dell'Umbrail), l'Austria (Passo di Monte Croce Carnico, Passo del Brennero, Passo del Rombo e Passo  Stalle) e la Slovenia (Passo del Predil).
Si trovano invece totalmente in territorio estero anche alcune salite storiche del Giro d'Italia come lo svizzero Passo del Sempione, l'austriaco Gailberg Sattel e i francesi Colle del Monginevro, Izoard e Colle di Vars, con questi ultimi che hanno fatto la storia anche e soprattutto del Tour de France (l'altro Grande Giro che condivide con la "Corsa Rosa" l'attraversamento, ad ogni edizione, della catena alpina).

### Appennini

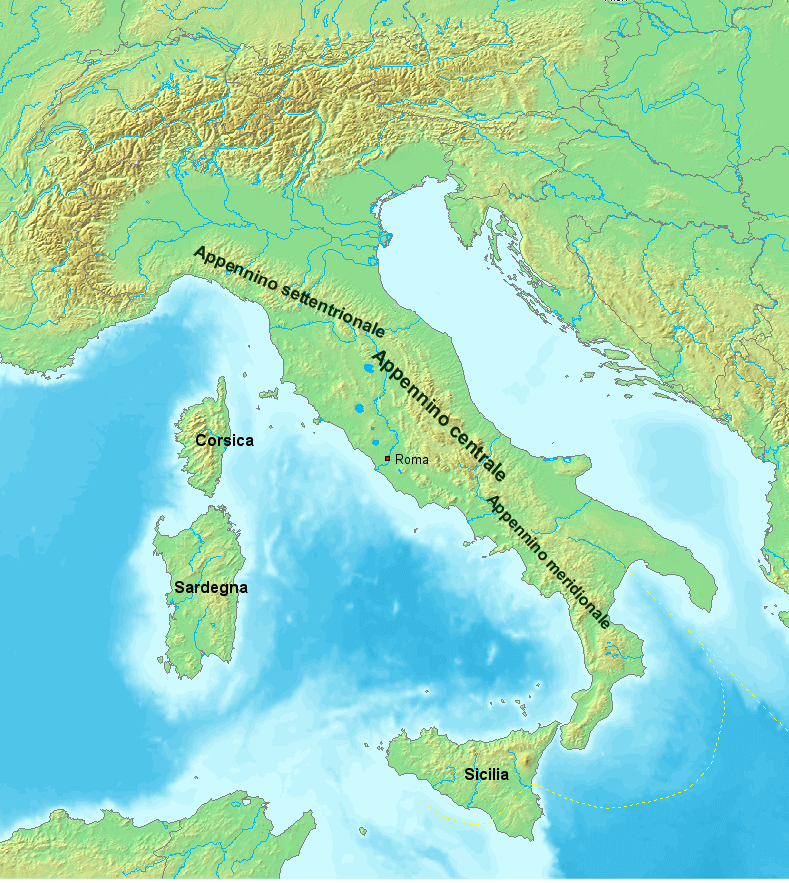
Cartografia degli Appennini

La catena montuosa degli Appennini, che si estende lungo tutto l'arco peninsulare italiano, caratterizza assieme al Subappennino e all'Antiappennino il territorio di quattro regioni dell'Italia settentrionale (Liguria, Emilia-Romagna, Piemonte, Lombardia), tutte le regioni dell'Italia centrale (Toscana, Umbria, Marche e Lazio) e meridionale (Abruzzo, Basilicata, Calabria, Campania, Molise e Puglia) e la Sicilia. La catena appenninica comprende oltre all'Italia la sola Repubblica di San Marino, attraversata più volte dalla "Corsa Rosa".

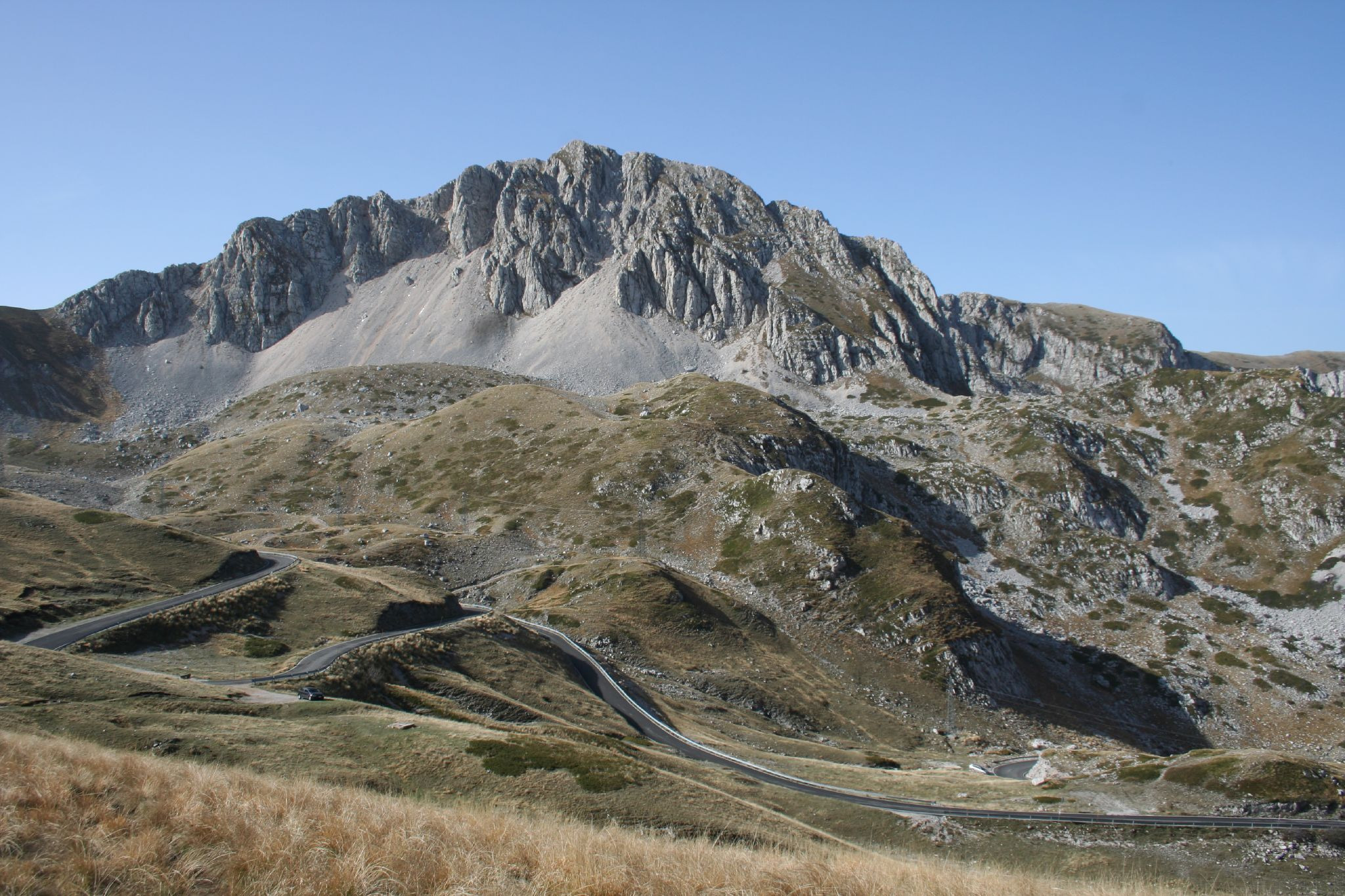
La salita del Monte Terminillo

Solitamente le salite appenniniche sono collocate nelle prime due delle tre settimane di gara. È invece raro che siano presenti gli Appennini nella terza settimana del Giro.
Le salite appenniniche al Giro d'Italia furono già presenti nella prima edizione del 1909, quando la terza tappa del 18 maggio Chieti-Napoli superò le ascese di Roccaraso, del Valico di Rionero Sannitico, del Valico del Macerone; alla sesta tappa del 25 maggio, la Firenze-Genova, venne scalato anche il Passo del Bracco.
E le quattro salite sopra citate, assieme all'ascesa estera di San Marino, sono quelle che, al 2024, risultano le ascese appenniniche più scalate dal Giro d'Italia: Passo del Bracco (22 volte) in Liguria, Valico di Rionero Sannitico (22 volte) e Valico del Macerone (21 volte) in Molise, San Marino (21 volte), Roccaraso (17 volte) in Abruzzo. La salita appenninica che invece è coincisa più volte con un traguardo di tappa della Corsa Rosa è il Monte Terminillo, nel Lazio, che è stato sede di arrivo in 9 frazioni. Altre salite iconiche appenniniche che hanno segnato la storia del Giro sono quelle del Gran Sasso d'Italia (Campo Imperatore), della Cima Blockhaus, dell'Etna.
A differenza delle Alpi condivise con il Tour de France, gli Appennini sono una catena montuosa esclusiva del Giro, con la sola eccezione del 2024, quando la corsa francese partì per la prima volta dall'Italia e, nelle due tappe iniziali, presentò alcune salite sull'Appennino Tosco-Emiliano.

### Altri sistemi montuosi e collinari
La terza e più piccola catena montuosa italiana, il rilievo sardo-corso che attraversa in Italia unicamente l'isola di Sardegna, è stata interessata da qualche salita minore inserita nelle poche tappe sarde della storia del Giro d'Italia.
Ulteriori salite, in altri sistemi montuosi e collinari, sono state inserite nei passaggi all'estero della corsa in Germania, Belgio, Croazia, Danimarca, Grecia, Irlanda, Israele, Lussemburgo, Paesi Bassi, Regno Unito, Ungheria ed Albania.